# 桐峪镇 (潼关县)
桐峪镇，是中华人民共和国陕西省渭南市潼关县下辖的一个乡镇级行政单位。

## 行政区划
桐峪镇下辖以下地区：
东矿社区、马峰峪口村、东官村、小猱口村、东桐峪村、安上村、沟西村、党家村、李家村、善车口村和善车峪村。